# Aire protégée de Loky-Manambato
 (mars 2018).
Si vous disposez d'ouvrages ou d'articles de référence ou si vous connaissez des sites web de qualité traitant du thème abordé ici, merci de compléter l'article en donnant les références utiles à sa vérifiabilité et en les liant à la section « Notes et références ».
L'aire protégée de Loky-Manambato est une aire protégée du Nord de Madagascar classée en octobre 2008. Elle est délimitée par le fleuve Loky au Nord et Manambato au Sud, et par l'océan indien à l'Est. 
Le Propithèque de Tattersall est endémique de ses forêts.Loky Manambato fait partie des nouvelles aires protégées créées dans le cadre du système des aires protégées de Madagascar. Elle se situe dans la région Sava, district de Voméhar et comprend 4 communes rurales dont le terroir de 19 fokontany est inclus dans la NAP.
D’une superficie de 250 000 ha, elle est délimitée : au Nord et au Nord Ouest par le fleuve Loky ; au Sud et Sud Ouest par le fleuve Manambato ; et à l’Est : par l’océan Indien, incluant l’archipel Ankao.
En Mai 2005, le processus de mise en protection temporaire en est parvenu à la signature de l’Arrêté 5862-05 portant classement de 5 massifs forestiers de la région de Daraina en « Station Forestière à Usages Multiples de Loky-Manambato » connue sous le nom de SFUM Loky-Manambato.
En 2015, le paysage harmonieux est mis en protection définitif et obtient son statut d'aire protégée suivant le décret 2015-759 du 28 Avril 2015.

## Situation géographique
L'aire protégée se situe dans la région Sava, district de Vohémar et comprend 4 communes rurales dont le terroir de 19 fokontany inclus dans la Loky Manambato. Elle est délimitée :
- au Nord et Nord Ouest par le fleuve Loky
- au Sud et Sud Ouest par le fleuve Manambato
- et à l'Est par l'océan Indien, incluant l'archipel Ankao

L’accès à l’aire protégée, notamment du bureau de l’aire protégée situé dans le chef lieu de la commune de Daraina, se fait par route soit d’Ambilobe, à environ 100 km ou de Vohémar à 50 km, sur la route nationale temporaire 5A. L’accès par bateau pour rejoindre les îlots de Nosy Ankao ou les côtes de l’aire protégée peut se faire de Vohémar au Sud ou d’Ambolobozo au nord de la réserve spéciale d’Analamerana.

### Topographie
La topographie de l’aire protégée présente un relief très accidenté représenté par une succession de collines et de vallées, à l’exception de l’étroite bande côtière. L’altitude varie de 0 à 1.171 mètres de la côte vers l’intérieur des terres et le sommet d’Ambatosambo.

### Climat
La zone de l’aire protégée appartient au type bioclimatique humide à subhumide chaud (MORAT, 1973). Comme l’ensemble de la région Nord-est et extrême nord malgache, elle bénéficie du climat tropical subaride. C’est un climat caractérisé normalement par une faible humidité atmosphérique. La température moyenne annuelle y est de 25,2 °C. Les mois le plus froid et le plus chaud, sont respectivement août (22,9 °C) et février (27 °C).  La  pluviométrie annuelle  est de 1.479,9 mm (station météorologique de Vohémar, in DRRA -1998). La saison de pluie dure en général six (6) mois : de novembre à avril. La période de sécheresse s’étale du mois de mai au mois de novembre. Septembre et octobre sont les deux mois reconnus notoirement secs. Un contraste microclimatique est constaté entre la zone Ouest (Binara) et celle se trouvant à l’Est (Bekaraoka). La région de Binara, située à une altitude de plus de 1 000 m, a son propre microclimat : l’humidité y est plus élevée. Ces facteurs sont favorables au développement d’une forêt dense humide. Le vent dominant y est la mousson.

### Géologie et pédologie
Le substrat géologique est formé par de socle cristallin granitique leucocrate et de complexe amphibolique et epidotite, à l’exception des formations récentes qui comprennent les alluvions fluviatiles, les sables dunaires et les formations coralliennes (JOURDE et al, 1967). Les sols sont acides, faiblement ferralitique (à ferralitique jaune sur rouge). La Loky Manambato recèle une richesse minière considérable au vu des informations obtenues auprès du Bureau de cadastre minier de Madagascar. En effet, Daraina est réputé pour son Or.

### Hydrographie
La zone est encadrée par les fleuves de la Loky au Nord et Ouest, par la Manambato au Sud, et traversée par la rivière de Manankolana. La majorité des cours d’eau et marécages sont périodiques ; néanmoins, ces eaux continentales (rivières et lacs) et l’océan Indien avec ses petits récifs barrières présentent une grande importance tant sur le plan écologique, économique que touristique.

## Faune et flore
L’aire protégée de la Loky Manambato présente une concentration unique d’aires représentatives de divers habitats et espèces de la Région SAVA. Elle présente une biodiversité exceptionnelle avec ses divers types d’écosystèmes :
- des écosystèmes forestiers englobant la forêt dense sèche, forêt humide et forêt littorale ;
- des écosystèmes aquatiques composés par les lacs continentaux permanents et temporaires ;
- des écosystèmes marins et mangroves.

Ces différents types d’écosystèmes avec ces diverses espèces en faune et flore portent  de grands services à la population riveraine. Ils représentent une grande diversité d'habitats uniques et abritent des espèces localement endémiques qui sont d'une importance significative pour la conservation de la biodiversité à l'échelle locale, nationale et mondiale. Les formations végétales y jouent un rôle important, contribuent à la rétention du sol contre l'érosion. La composition floristique est  en général riche et plusieurs essences y sont exploitées pour diverses utilisations. Les 5 principaux blocs forestiers de l’aire protégée fournissent des biens et services environnementaux pour les populations mais aussi dans le maintien des processus naturels.

## Faune

### Les poissons
Pour la communauté piscicole, la proposition de cible de conservation est basée sur trois critères à savoir le degré d’endémicité, le statut de conservation de l’espèce et les menaces. En effet, la combinaison de ces trois paramètres montre à quel point telle ou telle espèce est vulnérable. Parmi les espèces recensées dans le système LokyManambato : trois espèces se démarquent du lot et devraient être priorisées pour assurer la pérennité de l’espèce. Il s’agit de Pachypanchax varatraza, Paratilapia polleni et Ptychochromis loisellei. Pachypanchax varatraza - Cette espèce a une aire de répartition restreinte (zone d'occurrence inférieure à 5 000 km ") (IUCN, 2013). Son statut de conservation, toujours d’après l’IUCN, est « En danger ». Au niveau de son habitat naturel, elle est menacée par l’exploitation aurifère qui ne cesse de gagner du terrain de jour en jour. Paratilapia polleni - Malgré le fait que cette espèce est omniprésente dans la majorité de l’île, elle souffre de la compétition permanente avec les cichlidés introduits ainsi qu’à la dégradation continuelle de son habitat. Elle est classée « Vulnérable » dans la charte de l’IUCN (2013).  Ptychochromis loisellei - Elle se trouve dans la catégorie « Vulnérable » de l’IUCN. Son aire d’occurrence est estimé à moins de 20 000 km2 (IUCN, 2013) et continue à décliner dû aux diverses pressions et menaces. Tout comme l’autre espèce de Cichlidae, elle est sujette aux pressions anthropiques qui dégradent son environnement habituel et à la compétition et/ou prédation avec les autres cichlidés exotiques qui s’avèrent être très prolifiques. 

### Herpétofaune
La biodiversité représentative de la région LokyManambato mérite d’être préservée dans sa totalité pour de nombreuses raisons, entre autres son intérêt biogéographique, son importance en matière de conservation des pools génétiques, car c’est un ensemble de mosaïques de blocs forestiers entre la forêt humide orientale et les forêts sèches du Nord et de l’Ouest. En outre, c’est un refuge pour de nombreuses espèces menacées et à aire de distribution restreinte ainsi que pour les espèces nouvelles. Ces vestiges des blocs forestiers régis par des conditions écologiques variées représentent en quelque sorte un laboratoire naturel complexe où le phénomène de spéciation tend vraisemblablement vers l’apparition des formes endémiques de la région. En ce qui concerne l’herpétofaune, Analamazava représente une zone privilégiée car elle héberge presque la totalité des espèces menacées et qu’elle est encore en bonne santé en termes de l’intégrité et de viabilité des écosystèmes.

### Les Oiseaux
Pour l’écosystème forestier, étant donné la présence des espèces ayant des statuts de conservation de l’UICN (2013), les menaces comme l’exploitation aurifère et la chasse abusive des éléments de sa biodiversité (bois, lémuriens, etc.), la forêt de Binara et ses adjacents constituent une priorité pour la conservation. Elle forme un site unique pour la faune aviaire malgache où les espèces de l’Ouest et celle de l’Est se concentrent dans une échelle restreinte.  Pour l’écosystème aquatique, la présence des espèces menacées comme Anas melleri et Threskiornis bernieri qui sont normalement rencontrées dans la partie occidentale de l’île, les autres populations d’oiseaux d’eau très importantes rapportées dans les données antérieures et les menaces anthropiques du site montrent l’importance du lac Sahaka dans la conservation. Quelques années auparavant, ce site était candidat au site RAMSAR par sa biodiversité unique dans le Nord. 

### [Les Lémuriens]
Pour la suggestion du site prioritaire de conservation, l’étude est basée en fonction de plusieurs facteurs. Ces facteurs sont la comparaison des bases de données disponibles auparavant (à l’exemple des données de Ranirison Patrick en 2010 ; et celles de BIODEV en 1998) et actuelles (selon la présente étude), l’évaluation de la pression exercée au niveau de chaque site d’étude, et finalement par l’analyse de la totalité des scores attribués à chaque espèce de lémurien inventoriée (endémisme, classification nationale, CITES, statut UICN, menace). Le site de Binara est une priorité en matière de conservation, en plus ce site est très particulier car il présente une disparité d’habitat (forêt humide et forêt sèche) constituant le bloc de forêt. La forêt de Binara est également riche en faune lémurienne car elle compte sept espèces actuellement (une espèce diurne, deux espèces cathémérales, quatre espèces nocturnes). A titre indicatif, en 1998, il y avait sept espèces de lémuriens répertoriées dans la forêt de Binara, devenant huit en 2010 et revenait à sept espèces en 2013 selon nos propres investigations. Pour la faune lémurienne, la priorité de conservation se porte sur sept espèces : par ordre de priorité Propithecus tattersalli – Microcebus tavaratra et Lepilemur milanoii – Eulemur sanfordi et Phaner electromontis – E. coronatus – Daubentonia madagascariensis.

## Contexte juridique
Des dispositions transitoires et/ou temporaires ont été établies, entre autres, le classement du territoire en station forestière à usages multiples puis en protection temporaire. Il est mentionné dans les arrêtés dudit classement que Fanamby en est désigné gestionnaire.
En Mai 2005, le processus de mise en protection temporaire en est parvenu à la signature de l’Arrêté 5862-05 portant classement de 5 massifs forestiers de la région de Daraina en « station forestière à usages multiples de Loky-Manambato » connue sous le nom de SFUM Loky-Manambato. Ce classement a permis à Fanamby de marquer une étape significative auprès des communautés et de démarrer le processus d’aménagement des divers massifs prioritaires (noyau dur, zones périphériques, zones à usage ou occupation contrôlées,…), susceptibles ensuite d’être converties au statut de conservation.
  La zone a été mentionnée comme étant un site potentiel pour une aire protégée dans le plan de gestion du réseau national des aires protégées de Madagascar en 2001, du fait de la biodiversité élevée et de la présence de taxa localement endémiques. Avec le soutien de Global Conservation Fund, Fanamby a commencé son intervention au début des années 2000 afin de mieux appréhender l’importance écologique et biologique de la zone, et démarrer ainsi le processus de la conservation du patrimoine naturel et culturel. 
Une partie de la zone a été classée, en 1969, en réserve cynégétique et a déjà été reconnu pour son importance écologique: c’est l’un des rares sites à Madagascar correspondant répondant aux critères de site Ramsar (Iran, 1971) vouées à la conservation des écosystèmes des zones humides dans le monde. Afin de conférer un statut de protection et/ou de gestion durable, Fanamby a identifié le statut approprié en collaboration étroite avec les services de l’Environnement. Ainsi, les 5 blocs de forêts, d’une superficie totale de 70.837 ha, dans le territoire de l’aire protégée, ont été classés en Station Forestière à Usage Multiple, par Arrêté Ministériel no 5862 / 05 – MINENVEF en date du 31 mai 2005.
Les nouvelles aires protégées, dont la Loky Manambato, ont fait l’objet de classement en protection temporaire, avant leur classement définitif. A cet effet, 4 Arrêtés Interministériels de protection temporaire globale ont été signés, de 2006 à 2013.